# Kläckeberga socken
Kläckeberga socken i Småland ingick i Norra Möre härad är sedan 1971 en del av Kalmar kommun i Kalmar län, från 2016 inom Förlösa-Kläckeberga distrikt.
Socknens areal är 38,55 kvadratkilometer, varav 37,97 utgör land. År 1992 fanns här 4 030 invånare. En del av tätorten Lindsdal ingår i socknen, samt kyrkbyn Kläckeberga med sockenkyrkan Kläckeberga kyrka. 

## Administrativ historik
Socknen har medeltida ursprung och stenkyrkan är från 1200-talet. I skriftliga källor omtalas parochia Klækkeberghæ första gången 1350. Byn Ingelsryd överfördes 1795 både kyrkligt och kameralt från Kläckeberga till Kristvalla socken.
Vid kommunreformen 1862 övergick socknens kyrkliga frågor till Kläckeberga församling och de borgerliga till Kläckeberga landskommun. Landskommunen inkorporerades 1952 i Dörby landskommun som 1965 uppgick i Kalmar stad som 1971 blev en del av Kalmar kommun. Församlingen ingår sedan 1998 i Förlösa-Kläckeberga församling.
1 januari 2016 inrättades distriktet Förlösa-Kläckeberga, med samma omfattning som Förlösa-Kläckeberga församling hade 1999/2000 och fick 1998, och vari detta sockenområde ingår.
Socknen har tillhört samma fögderier och domsagor som Norra Möre härad. De indelta båtsmännen var inskrivna i Smålands båtsmanskompani

## Geografi
Kläckeberga socken ligger nordväst om Kalmar och Kalmarsund. Landskapet består av odlingsbygder och med skogsmarker i öster.

## Fornminnen
Över 25 boplatser från stenåldern har påträffats. Dessutom några rösen från bronsåldern, samt sex gravfält från järnåldern. I västra delen av Västerslät ligger fornborgen Borgeberg eller Borgö backe fornborg som det kallas i folkmun och äldre kartor. 

## Namnet
Namnet som skrev kläkkeberga 1350, är taget från kyrkbyn och består av ordet klack i betydelsen bergshöjd.

### Fotnoter
1. 1 2 3  Svensk Uppslagsbok andra upplagan 1947–1955: Kläckeberga socken
2. 1 2 3 4  Nationalencyklopedin
3. ↑  Det medeltida Sverige 4:1 Möre
4. ↑  Harlén, Hans; Harlén Eivy (2003). Sverige från A till Ö: geografisk-historisk uppslagsbok. Stockholm: Kommentus. Libris 9337075. ISBN 91-7345-139-8
5. ↑  Administrativ historik för Kläckeberga socken (Klicka på församlingsposten). Källa: Nationella arkivdatabasen, Riksarkivet.
6. 1 2  Sjögren, Otto (1931). Sverige geografisk beskrivning del 2 Östergötlands, Jönköpings, Kronobergs, Kalmar och Gotlands län. Stockholm: Wahlström & Widstrand. Libris 9939
7. ↑  Fornlämningar, Statens historiska museum: Kläckeberga socken
8. ↑  Fornminnesregistret, Riksantikvarieämbetet: Kläckeberga socken Fornminnen i socknen erhålls på kartan genom att skriva in sockennamn (utan "socken") i "Ange geografiskt område"
9. ↑  ”Riksantikvarieämbetet - Fornsök”. www.fmis.raa.se. http://kulturarvsdata.se/raa/fmi/html/10082900250001. Läst 22 april 2017.
10. ↑  ”Historiska kartor - Västerslät storskifte 1803”. https://www.lantmateriet.se/sv/Kartor-och-geografisk-information/Historiska-kartor/. https://etjanster.lantmateriet.se/historiskakartor/s/document/lm08_00029rei.index.djvu?mdat=20161210033821851660. Läst 22 april 2017.